# Elecciones municipales de Chaclacayo de 2018
Las elecciones municipales de Chaclacayo de 2018 se realizaron el 7 de octubre de dicho año. Sirvieron para elegir al alcalde y regidores de Chaclacayo.

## Composición del Concejo Distrital de Chaclacayo
La siguiente tabla muestra la composición del Concejo Distrital de San Juan de Lurigancho antes de las elecciones:
| Partidos | Partidos             | Regidores |
| -------- | -------------------- | --------- |
|          | Siempre Unidos       | 5         |
|          | Solidaridad Nacional | 1         |
|          | Perú Patria Segura   | 1         |

## Candidatos
A continuación se muestra una lista de los principales partidos y alianzas electorales que participaron en las elecciones:
| Candidatura | Candidatura | Partidos y alianzas                                               | Candidatos | Candidatos                        | Ideología                                                          | Ref. |
| ----------- | ----------- | ----------------------------------------------------------------- | ---------- | --------------------------------- | ------------------------------------------------------------------ | ---- |
|             |             | Lista - Acción Popular (AP)                                       |            | Patricia Pérez Velasquez          | Partido atrapalotodo                                               |      |
|             |             | Lista - Alianza para el Progreso (APP)                            |            | Manuel Javier Campos Sologuren    | Liberalismo económico Conservadurismo liberal Populismo de derecha |      |
|             |             | Lista - Avanza País (AvP)                                         |            | Pedro Santamaría Baca             | Conservadurismo liberal Liberalismo clásico                        |      |
|             |             | Lista - Democracia Directa (DD)                                   |            | Alfredo Lucio Osorio Samaniego    | Socialismo Nacionalismo de izquierda Ecologismo                    |      |
|             |             | Lista - Juntos por el Perú (JP) – Partido Humanista Peruano (PHP) |            | Gladys María Isabel Pajuelo Oncoy | Socialismo democrático Progresismo                                 |      |
|             |             | Lista - Lucho por mi Barrio                                       |            | Luis Fernando Bueno Quino         | Localismo Municipalismo                                            |      |
|             |             | Lista - Partido Popular Cristiano (PPC)                           |            | Heinz Christian Jungbluth Ganoza  | Democracia cristiana Conservadurismo social Liberalismo económico  |      |
|             |             | Lista - Perú Libertario (PL)                                      |            | Manuel Raul Vega Mautino          | Socialismo del siglo XXI Marxismo-leninismo Mariateguismo          |      |
|             |             | Lista - Perú Nación (PN)                                          |            | Jaime Mario Callañaupa Quispe     | Conservadurismo social Democracia cristiana                        |      |
|             |             | Lista - Perú Patria Segura (PPS)                                  |            | Miguel Godofredo Cuadros Guedes   | Conservadurismo liberal Liberalismo económico                      |      |
|             |             | Lista - Restauración Nacional (RN)                                |            | José Luis Alor Hurtado            | Liberalismo económico Humanismo cristiano Evangelismo              |      |
|             |             | Lista - Somos Perú (SP)                                           |            | Juan Benedicto Vargas Ramos       | Democracia cristiana Conservadurismo social                        |      |
|             |             | Lista - Todos por el Perú (TPP)                                   |            | Leonidas Iván Altamirano Matus    | Liberalismo Humanismo Progresismo                                  |      |
|             |             | Lista - Unión por el Perú (UPP)                                   |            | Wilder Eleazer Ancajima Guzmán    | Etnocacerismo Nacionalismo de izquierda Ultranacionalismo          |      |

## Resumen de propuestas
Los principales problemas de Chaclacayo son seguridad ciudadana y delincuencia, Limpieza pública o recojo de basura y
falta o mal estado de áreas verdes

## Resultados

### Sumario general
Resultados:
| Partidos y coaliciones                                                                                     | Partidos y coaliciones          | Voto popular | Voto popular | Voto popular | Regidores | Regidores |
| Partidos y coaliciones                                                                                     | Partidos y coaliciones          | Votos        | %            | ±pp          | Total     | +/−       |
| --- | ------------------------------- | ------------ | ------------ | ------------ | --------- | --------- |
| | Alianza para el Progreso (APP)  | 4 620        | 15.09        |              | 5         |           |
| | Lucho por mi Barrio             | 4 350        | 14.21        |              | 1         |           |
| | Todos por el Perú (TPP)         | 4 042        | 13.20        |              | 1         |           |
| | Acción Popular (AP)             | 2 940        | 9.60         |              | 0         |           |
| | Unión por el Perú (UPP)         | 2 560        | 8.36         |              | 0         |           |
| | Somos Perú (SP)                 | 2 167        | 7.08         |              | 0         |           |
| | Perú Nación (PN)                | 2 135        | 6.97         |              | 0         |           |
| | Perú Patria Segura (PPS)        | 1 849        | 6.04         |              | 0         |           |
| | Restauración Nacional (RN)      | 1 562        | 5.10         |              | 0         |           |
| | Partido Popular Cristiano (PPC) | 1 321        | 4.31         |              | 0         |           |
| | Perú Libertario (PL)            | 1 285        | 4.20         |              | 0         |           |
| | Avanza País (AvP)               | 1 051        | 3.43         |              | 0         |           |
| | Democracia Directa (DD)         | 474          | 1.54         |              | 0         |           |
| | Juntos por el Perú (JP)         | 248          | 0.81         |              | 0         |           |
| |                                 |              |              |              |           |           |
| Total | Total                           | 30 604       |              |              | 7         | ±0        |
| |                                 |              |              |              |           |           |
| Votos Válidos                                                                                              | Votos Válidos                   | 30 604       | 93.07        |              |           |           |
| Votos en blanco                                                                                            | Votos en blanco                 | 692          | 2.10         |              |           |           |
| Votos nulos                                                                                                | Votos nulos                     | 1 588        | 4.83         |              |           |           |
| Votos emitidos                                                                                             | Votos emitidos                  | 32 884       | 100.00       |              |           |           |
| |                                 |              |              |              |           |           |
| Fuente: |                                 |              |              |              |           |           |
| Notas al pie: 1 Comparado con los resultados de Partido Humanista Peruano (PHP) en las elecciones de 2014. |                                 |              |              |              |           |           |
| Notas al pie:                                                                                              |                                 |              |              |              |           |           |
| 1 Comparado con los resultados de Partido Humanista Peruano (PHP) en las elecciones de 2014.               |                                 |              |              |              |           |           |

### Concejo Distrital de Chaclacayo
| Cargo                            | Autoridad electa               | Partido político | Partido político         |
| -------------------------------- | ------------------------------ | ---------------- | ------------------------ |
| Alcalde Distrital de Chaclacayo  | Manuel Javier Campos Sologuren |                  | Alianza para el Progreso |
| Regidora Distrital de Chaclacayo | Paola Palomino Gamarra         |                  | Alianza para el Progreso |
| Regidor Distrital de Chaclacayo  | Johnny Roca Escalante          |                  | Alianza para el Progreso |
| Regidora Distrital de Chaclacayo | Rosa Patiño Roque              |                  | Alianza para el Progreso |
| Regidor Distrital de Chaclacayo  | Julio Pastor Uzuriaga          |                  | Alianza para el Progreso |
| Regidor Distrital de Chaclacayo  | Juan José Vega Minaya          |                  | Alianza para el Progreso |
| Regidor Distrital de Chaclacayo  | Pedro Vilcapuma Panizo         |                  | Lucho por mi Barrio      |
| Regidora Distrital de Chaclacayo | Ines Calderon Calisto          |                  | Todos por el Perú        |